# Docsity
Docsity 是一个意大利课堂笔记共享网站。2010年由里卡多·奥克莱颇 (意大利语: Riccardo Ocleppo) 创立，该平台无广告且由用户生成内容。
Docsity 提供 3,019,782 份按照学科和学习路径分类的学习文件。目前，该平台支持包括意大利语、英语、法语、西班牙语、葡萄牙语、德语、塞尔维亚语、波兰语和俄语在内的9种语言，拥有 15,435,176 名注册学生。
下载笔记需要付费，贡献有效内容增加的积分也可以用于下载内容并提高用户在网站上的声誉。
Docsity 允许用户上传、下载和共享笔记（包括 .doc、.pdf、.ppt 和常见图片格式）。其问答部分允许学生提问和回答问题，并对答案进行投票、评分和评论。视频部分提供由学生分类或上传的视频，可以按学校、学科、课程和类型搜索。 新闻与博客部分包含大学生撰写的关于教育和日常学生生活的众多主题的新闻文章。